# 杰内
杰内，内尼日尔三角洲城市，马里中部莫普提区城市公社，2009年估计人口为32,944人。
杰内在历史上与廷巴克图关系很近。15到17世纪，许多的跨撒哈拉贸易将盐、黄金、奴隶等货物在来往廷巴克图的运输中必经杰内。1988年古城列入世界遗产名录。

## 地理
杰内位于巴马科东北部398千米，莫普提西南76千米，坐落于尼日尔河与巴尼河泛滥平原上，内尼日尔三角洲最南端。城镇面积70 ha，距离巴尼河北部5千米，可以通过渡船到达城镇。

## 经济
尽管当地历史上曾经是一座重要的商贸中心，但是由于地理位置相对孤立，到20世纪地位开始下降。当地经济目前主要依靠农业、渔业和畜牧业，且受尼日尔河与巴尼河河流年季变化较大。比如，在20世纪70年代末发生的严重干旱导致的贫困给城市造成了巨大的困难。
旅游业是当地经济的支柱之一，尤其在11月至次年3月当地气候干燥凉爽的时候。2007年，全镇共接收游客15,000人，其中过夜游客4200人。

## 世界遗产
马里政府在1979年首次向联合国教科文组织提交世界遗产的申请，但是国际纪念碑及遗址委员会注意到无政府调控的城市化已经在很大程度上改变了当地环境，于是称除非马里政府进行历史遗址的保护和恰当的城市发展，否则任何决定都暂不考虑。1988年最终列入世界遗产名录。该世界遗产被认为满足世界遺產登錄基準中的以下基準而予以登錄：
- （iii）呈现有关现存或者已经消失的文化传统、文明的独特或稀有之证据。
- （iv）关于呈现人类历史重要阶段的建筑类型，或者建筑及技术的组合，或者景观上的卓越典范。

## 友好城市
- 法國 维特雷